# アルトトロンボーン
アルトトロンボーン（alto trombone）は、アルトの音域をもつトロンボーンである。ソプラノトロンボーンとテナートロンボーンの中間に位置する。最も一般的なトロンボーンであるテナートロンボーンよりもやや小ぶりの楽器である。音色もテナートロンボーンに比較してやや明るく軽やかである。
主としてオーケストラの中で使用されるが、稀にソロ楽器としても使用される。かつてのオーケストラではトロンボーンをアルト、テナー、バスの3本で使用する習慣があったものの、現代ではアルトの役割はほぼテナートロンボーンに譲られ、テナー2本とバス1本が標準的な編成になっている。

## 音域
古くはヘ（F）管も作られたが、現在は変ホ（E♭）管が一般的である。テナートロンボーンより完全四度高い音が出る。音域は、中央ハの13度下のE♭から中央ハの15度上のB♭程度だが、技術次第でさらに高い音も出せる。下もペダルトーンが出せるが、アルトトロンボーンにその音域が要求されることは少ない。楽譜は通常アルト記号で書かれる。

## 歴史

### バロック〜古典派
古くから他のトロンボーン属の楽器とともに和声楽器として用いられていたが、バロックから古典派初期にかけて、協奏曲のソロ楽器としても使用されており、ヴァーゲンザイルやレオポルト・モーツァルトのアルトトロンボーン協奏曲などが知られる。
トロンボーンがオーケストラに組み込まれたのはモーツァルトの時代であるが、モーツァルトは他の同時代の作曲家と同様にトロンボーンをアルト・テナー・バスを1本ずつ計3本で使用した。このため、現代でもモーツァルトのオペラや宗教音楽（レクイエムやミサ曲）などの第1トロンボーンに当たるパートは、アルトトロンボーンで演奏されることが少なくない。

### ベートーヴェン〜ロマン派
ベートーヴェン、シューベルト、メンデルスゾーン、シューマン、ブラームス、ブルックナーなどのオーケストラ作品でもトロンボーンはアルト・テナー・バスの編成で使用されている。したがってこれらの作品、とりわけベートーヴェンやシューマンの楽曲の第1トロンボーンはアルトトロンボーンで演奏されることが比較的多い。このうち、ベートーヴェンの交響曲第5番とシューマン交響曲第3番の第1トロンボーンは使用音域の高さから難曲として有名である。
ただし、アルトトロンボーンが指定され、当時実際に用いられていた作品でも、特別高音域を必要としないもの（ブラームスの交響曲第1番など）は、トロンボーン奏者が演奏に慣れているテナートロンボーンで演奏されることが多くなり、アルトトロンボーンは次第に常用されなくなっていった。
また、フランスではベルリオーズなどにアルト1本、テナー2本の3本で使用した例があるが、これは早い時期にテナー3本に置き換わった（今日ではアルトで演奏されることはまずない）。
なお、ヴァルヴ式のトロンボーンが主流だった時代には、アルトトロンボーンもヴァルヴ式のものが用いられており、前述のブルックナーやブラームスの作品でもこの種の楽器が用いられていた。

### 近現代
近現代の作曲家では、以下の使用例が挙げられる。
- シェーンベルク - 交響詩『ペレアスとメリザンド』、『グレの歌』
- ベルク - アルテンベルク歌曲集、管弦楽のための3つの小品（初稿）、オペラ『ヴォツェック』
- ストラヴィンスキー - 『トレニ』、『ノアの洪水』
- ブリテン - オペラ『燃える炉』（室内楽編成でトロンボーンはアルト1本のみ）、『劇場の建設』

ただし、アルトトロンボーンを知る人にも、これら近現代の楽曲の使用例についてはあまり知られておらず、もっぱら古典派やロマン派初期の楽曲で使用する楽器であると認識されがちである。少なくともドイツ語圏においてはこの楽器が廃れたことはなく、時代とともに変化を遂げながら今日まで用いられ続けている。

## 演奏に関して
各ポジション間の間隔が狭いことから、テナートロンボーンに比べて音程が取りにくいとされる。また、テナートロンボーンよりもやや小さいマウスピースを使うことや、音域が高いことなどから、アンブシュアのコントロールがテナートロンボーンとやや異なる。
同じ高音域をテナートロンボーンに比べ、安定して出しやすいと言えるが、テナーで高音を出せない者はアルトに持ち替えても出せない、ということを多くのプロ奏者が述べている。
そのほか、楽器が小さいため、テナートロンボーンと比べて少ない肺活量で演奏できる。
オーケストラで用いる場合、テナートロンボーンと比べてトランペットとの親和性が高いという利点がある。反面、現代の太管のテナートロンボーンとは音質的なバランスが取りづらく、配慮が必要であるとも言われる。

## アルトトロンボーンが活躍する曲
- ヴァーゲンザイル - アルトトロンボーン協奏曲
- L.モーツァルト - アルトトロンボーン協奏曲
- ベートーヴェン - 交響曲第5番、交響曲第9番など
- シューマン - 交響曲第3番など
- ブラームス - 交響曲第2番など